# Олдерсон (Оклахома)
Олдерсон (англ. Alderson) — місто (англ. town) в США, в окрузі Піттсбург штату Оклахома. Населення — 220 осіб (2020).

## Географія
Олдерсон розташований за координатами 34°54′3″ пн. ш. 95°41′24″ зх. д. / 34.90083° пн. ш. 95.69000° зх. д. (34.900832, -95.690052).  За даними Бюро перепису населення США в 2010 році місто мало площу 1,43 км², уся площа — суходіл.

## Демографія
Згідно з переписом 2010 року, у місті мешкали 304 особи в 115 домогосподарствах у складі 81 родини. Густота населення становила 213 особи/км².  Було 129 помешкань (90/км²).
Расовий склад населення:
| - 67,4 % — білих - 19,7 % — корінних американців - 3,3 % — чорних або афроамериканців - 0,3 % — азіатів |

До двох чи більше рас належало 9,2 %. Частка іспаномовних становила 3,3 % від усіх жителів.
За віковим діапазоном населення розподілялося таким чином: 26,6 % — особи молодші 18 років, 57,6 % — особи у віці 18—64 років, 15,8 % — особи у віці 65 років та старші. Медіана віку мешканця становила 40,3 року. На 100 осіб жіночої статі у місті припадало 109,7 чоловіків;  на 100 жінок у віці від 18 років та старших — 118,6 чоловіків також старших 18 років.
Середній дохід на одне домашнє господарство  становив 52 514 долари США (медіана — 44 063), а середній дохід на одну сім'ю — 59 152 долари (медіана — 52 917). Медіана доходів становила 35 625 доларів для чоловіків та 35 875 доларів для жінок. За межею бідності перебувало 24,7 % осіб, у тому числі 40,3 % дітей у віці до 18 років та 6,6 % осіб у віці 65 років та старших.
Цивільне працевлаштоване населення становило 119 осіб. Основні галузі зайнятості: роздрібна торгівля — 16,8 %, виробництво — 13,4 %, освіта, охорона здоров'я та соціальна допомога — 13,4 %.